# Sista sommaren (1976)
Sista sommaren, kanadensisk/amerikansk film från 1976.

## Handling
Elvaåriga Deirdre lider av en obotlig hjärtsjukdom. Hennes föräldrar har konsulterat hjärtspecialister utan att lyckas. De åker till Kanada för att hennes sista dagar ska bli så roliga som möjligt. Ska hon hinna fira sin tolvårsdag?

## Om filmen
Filmen är inspelad i Chester Bay och Montréal, den hade premiär i Kanada den 6 februari 1976.

## Rollista
- Richard Harris - Eugene Striden
- Lois Nettleton - Ruth Striden
- Geraldine Fitzgerald - Sara
- William Windom - Doktor Hallet
- Jodie Foster - Deirdre Striden
- Brad Savage - Philip
- Robert L. Joseph - Apotekare